# Marathon van Frankfurt 2013

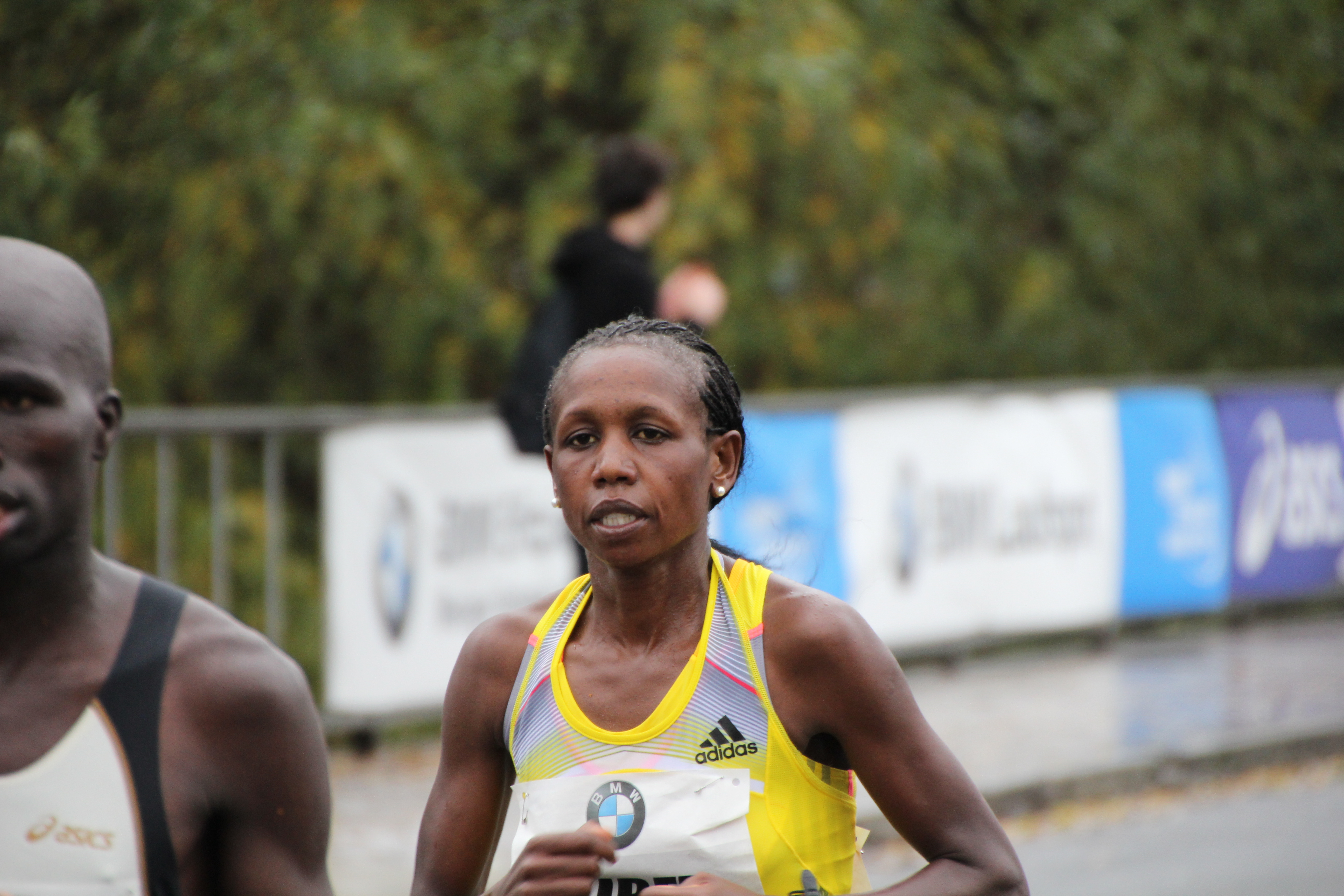
Hilde Kibet op weg naar een 9e plaats bij de vrouwen.

De marathon van Frankfurt 2013 werd gelopen op zondag 27 oktober 2013. Het was de 32e editie van deze marathon. De wedstrijd vond plaats onder minder gunstige omstandigheden met windstoten van 50 km/u. De lopers kwamen halverwege door in 1:03.06 en bij het 30 km punt in 1:29.21. 
De Keniaan Vincent Kipruto won de wedstrijd bij de mannen in 2:06.15. In de eindsprint bleef hij zijn landgenoot Mark Kiptoo slechts een seconde voor. Elijah Kemboi maakte het Keniaanse podium compleet door derde te worden in 2:07.34. Bij de vrouwen ging de Keniaanse Caroline Kilel met de hoogste eer strijken; zij won de wedstrijd in 2:22.34. Hilda Kibet was de snelste Nederlandse met een negende plaats in 2:28.49. 
Het evenement werd gesponsord door BMW. In totaal namen 14.964 marathonlopers deel uit 96 landen.

## Wedstrijd
Mannen
| rang   | naam              | land | tijd    |
| ------ | ----------------- | ---- | ------- |
| Goud   | Vincent Kipruto   | KEN  | 2:06.15 |
| Zilver | Mark Kiptoo       | KEN  | 2:06.16 |
| Brons  | Elijah Kemboi     | KEN  | 2:07.34 |
| 4      | Jacob Chesari     | KEN  | 2:07.46 |
| 5      | Albert Matebor    | KEN  | 2:08.17 |
| 6      | Feyisa Bekele     | ETH  | 2:09.17 |
| 7      | Dino Sefir        | ETH  | 2:09.22 |
| 8      | Lani Rutto        | KEN  | 2:10.01 |
| 9      | Richard Sigei     | KEN  | 2:10.23 |
| 10     | Abdellatif Meftah | FRA  | 2:11.05 |

Vrouwen
| rang   | naam                 | land | tijd    |
| ------ | -------------------- | ---- | ------- |
| Goud   | Caroline Kilel       | KEN  | 2:22.34 |
| Zilver | Flomena Chepchirchir | KEN  | 2:23.00 |
| Brons  | Birhane Dibaba       | ETH  | 2:23.01 |
| 4      | Mamitu Daska         | ETH  | 2:23.23 |
| 5      | Eunice Kirwa         | KEN  | 2:23.45 |
| 6      | Yeshi Esayias        | ETH  | 2:24.06 |
| 7      | Tirfi Tsegaye Beyene | ETH  | 2:26.57 |
| 8      | Anna Hahner          | GER  | 2:27.55 |
| 9      | Hilda Kibet          | NED  | 2:28.49 |
| 10     | Maja Neuenschwander  | SUI  | 2:29.42 |

1981 ·
1982 ·
1983 ·
1984 ·
1985 ·
1986 ·
1987 ·
1988 ·
1989 ·
1990 ·
1991 ·
1992 ·
1993 ·
1994 ·
1995 ·
1996 ·
1997 ·
1998 ·
1999 ·
2000 ·
2001 ·
2002 ·
2003 ·
2004 ·
2005 ·
2006 ·
2007 ·
2008 ·
2009 ·
2010 ·
2011 · 
2012 · 
2013 · 
2014 · 
2015 · 
2016 · 
2017